# Зелениця альпійська
Зелениця альпійська або плаун альпійський або дифазіаструм альпійський (лат. Diphasiastrum alpinum) — багаторічна, вічнозелена трав'яниста рослина родини плаунові (Lycopodiaceae). Етимологія: лат. alpinum — «альпійський, гірський».

## Опис
Блакитно-зелена рослина 20–40 см завдовжки. Горизонтальні стебла в основному неглибоко закопані, шириною 0.5–3 мм, іноді з'являються, шириною 1.1–2.2 мм; листя притиснуті, від лопатевих до ланцетних, 1.5–3.8 × 0.5–1.4 мм, вершини усічені. Листки розміщені чотирма рядами, на дуже малих черешках (довжиною 0.1–0.2 мм). Вертикальні пагони 6–14 см, кластерні. Стробіли поодинокі, 5–30 × 2–4 мм. Спори з серпня по вересень. Розмножується спорами та вегетативно.

## Поширення
Альпійсько-тундрова рослина, поширена в Північній Америці (Канада, Гренландія, Аляска й північний схід США), Азії (Індія, Японія, Корея, Монголія, Росія (Сибір), Шрі-Ланка, Туреччина) та Європі (північ Росії, Австрія, Ліхтенштейн, Бельгія, Люксембург, Боснія-Герцеговина, Велика Британія, Болгарія, Чорногорія, Чехія, Данія [вкл. Фарерські острови], Фінляндія, Франція [вкл. Корсика], Німеччина, Грузія [вкл. Абхазія, Аджарія], Ірландія, Північна Ірландія, Швейцарія, Іспанія, Андорра, Ісландія, Італія, Македонія, Норвегія [вкл. Свальбард], Польща, Румунія, Словаччина, Словенія, Сербія [вкл. Косово й Воєводина], Швеція, Україна).

## Вид в Україні
В Україні це третинний релікт на південній межі ареалу.

### Поширення
Карпати (Боржава, Свидовець, Чорногора, Гуцульські Альпи, Чивчини). Адм. регіони: Івано-Франківська й Закарпатська області. Популяції невеликі за розміром. Умови зростання: трапляється на високогірних луках, серед скель, кам'яних розсипищ, до висоти 2000 м н. р. м.; займає кислі безкарбонатні слабо розвинені мінеральні ґрунти й кам'янисті розсипи.

### Загрози та охорона
Загрози: випасання худоби, рекреація, підвищення ценотичної конкуренції. Охороняють у Карпатському НПП та Карпатському БЗ. Заборонено збирання рослин.

## Галерея

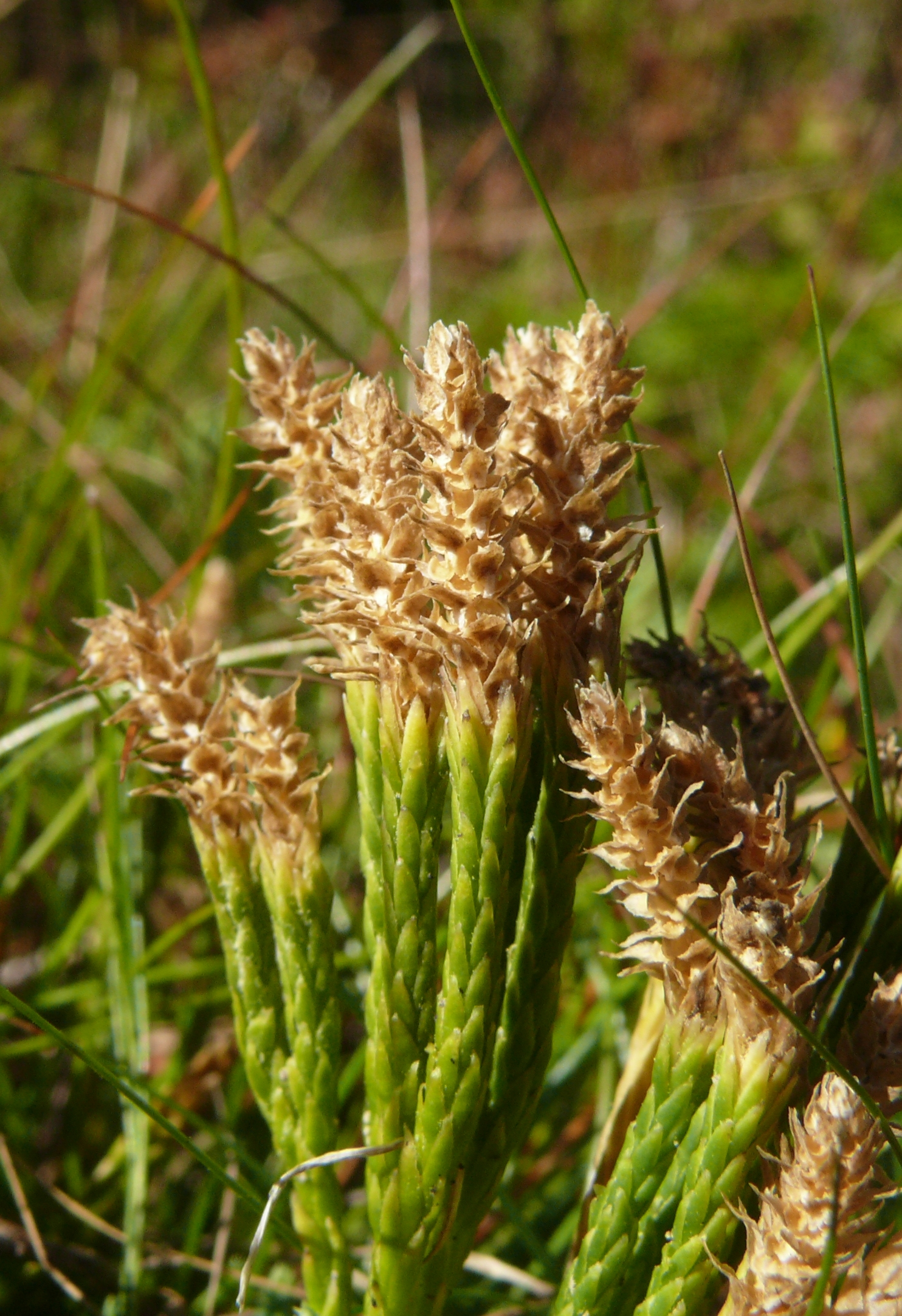
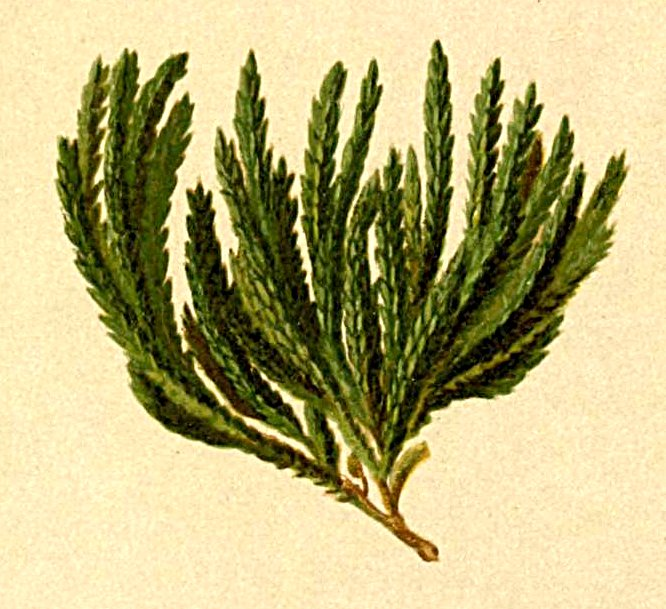